# カシュウチカラ
カシュウチカラは日本の競走馬。テンポイント・トウショウボーイ・グリーングラスらが主軸のTTG世代の一頭で、1979年天皇賞（春）優勝馬である。

## 戦績

### 4歳
カシュウチカラがデビューしたのは1976年2月1日、東京のダート戦だったが、ブービーの15着と惨敗した。2戦目に勝ち上がったものの、その後は勝ち上がるのに時間が掛かり、皐月賞と日本ダービーに出走できなかった。
重賞初挑戦は6月の日本短波賞だったが9着に終わった。秋には菊花賞を目指して、セントライト記念に出走したが6着に終わり、結局菊花賞にも出ることができなかった。クラシックに出られなかったカシュウチカラはこの年16戦3勝に終わった。

### 5歳
カシュウチカラが本格化したのは5歳になってからだった。準オープン馬の身で格上挑戦した目黒記念（春）で、グリーングラスやクライムカイザーを相手に優勝し、人気薄ながらも重賞初制覇を果たしたカシュウチカラは遅ればせながらオープン馬になった。
重賞初制覇を果たしたカシュウチカラだったが、中山記念7着、日本経済賞は落馬競走中止となり、春はいまいちな成績に終わった。秋は京王杯オータムハンデキャップこそ勝ったものの、毎日王冠4着、目黒記念（秋）3着と勝ち切れず、初めてのGI級レースの出走となった第76回天皇賞はホクトボーイの4着に終わった。

### 6歳
6歳になったカシュウチカラはアメリカジョッキークラブカップと目黒記念（春）を連勝し、絶好調の状態で第77回天皇賞に挑んだがグリーングラスの3着に終わった。秋も毎日王冠6着、オープン2着を経て天皇賞（秋）に出走したがテンメイの3着と勝ち切れず、有馬記念もカネミノブの9着に終わった。

### 7～9歳
7歳になったカシュウチカラは中山記念6着、ダイヤモンドステークス2着を経て天皇賞（春）に挑んだ。このレースで初めて郷原洋行を鞍上に迎えたカシュウチカラはダービー馬サクラショウリやシービークロスに競り勝って優勝、悲願のGI級レース制覇を果たした。
天皇賞制覇を果たしたカシュウチカラだったが、秋になると突然不振に陥り、毎日王冠9着、オープン6着、有馬記念14着と掲示板すら載れない惨敗を喫した。
その後、カシュウチカラは9歳まで走ったが6戦して1度も勝つことができず、1981年の目黒記念（春）で最下位の14着になったのを最後に競走馬を引退した。

## 引退後
引退後は種牡馬になったものの、同期のトウショウボーイの様な成功を収めることはできなかった。だが、めぼしい産駒こそ出せなかったものの長く種牡馬生活を続け、最後の産駒であるパンパスグラス（1998年生まれ、新潟県競馬で25戦未勝利）は2001年末まで現役競走馬として走っていた。種牡馬引退後も好待遇を得ており2003年に30歳の長寿を全うするまで吉田牧場で功労馬として余生を送っていた。

## 主な勝鞍
天皇賞（春）、目黒記念（春）2回、アメリカジョッキークラブカップ、京王杯オータムハンデキャップ

## 血統表
| カシュウチカラの血統ハイペリオン系 / Tourbillon 5×5×5=9.38%、Tracery 5×5=6.25%、Pharos 5×5=6.25% | カシュウチカラの血統ハイペリオン系 / Tourbillon 5×5×5=9.38%、Tracery 5×5=6.25%、Pharos 5×5=6.25% | カシュウチカラの血統ハイペリオン系 / Tourbillon 5×5×5=9.38%、Tracery 5×5=6.25%、Pharos 5×5=6.25% | （血統表の出典）    | （血統表の出典） |
| 父 *カバーラップ二世 1952 黒鹿毛                                                                 | 父の父Cover Up 1943 黒鹿毛                                                                       | Alibhai                                                                                          | Hyperion            | Hyperion         |
| 父 *カバーラップ二世 1952 黒鹿毛                                                                 | 父の父Cover Up 1943 黒鹿毛                                                                       | Alibhai                                                                                          | Teresina            |                  |
| 父 *カバーラップ二世 1952 黒鹿毛                                                                 | 父の父Cover Up 1943 黒鹿毛                                                                       | Bel Amour                                                                                        | Beau Pere           | Beau Pere        |
| 父 *カバーラップ二世 1952 黒鹿毛                                                                 | 父の父Cover Up 1943 黒鹿毛                                                                       | Bel Amour                                                                                        | Love Set            |                  |
| 父 *カバーラップ二世 1952 黒鹿毛                                                                 | 父の母Betty Martin 1948 鹿毛                                                                     | Hollyrood                                                                                        | High Cloud          | High Cloud       |
| 父 *カバーラップ二世 1952 黒鹿毛                                                                 | 父の母Betty Martin 1948 鹿毛                                                                     | Hollyrood                                                                                        | Mandy Hamilton      |                  |
| 父 *カバーラップ二世 1952 黒鹿毛                                                                 | 父の母Betty Martin 1948 鹿毛                                                                     | Rhoda F.                                                                                         | Rhodes Scholar      | Rhodes Scholar   |
| 父 *カバーラップ二世 1952 黒鹿毛                                                                 | 父の母Betty Martin 1948 鹿毛                                                                     | Rhoda F.                                                                                         | Notebook            |                  |
| 母 カシュウミドリ 1967 鹿毛                                                                      | 母の父トサミドリ 1946 鹿毛                                                                       | *プリメロ Primero                                                                                | Blandford           | Blandford        |
| 母 カシュウミドリ 1967 鹿毛                                                                      | 母の父トサミドリ 1946 鹿毛                                                                       | *プリメロ Primero                                                                                | Athasi              |                  |
| 母 カシュウミドリ 1967 鹿毛                                                                      | 母の父トサミドリ 1946 鹿毛                                                                       | *フリッパンシー Flippancy                                                                        | Flamboyant          | Flamboyant       |
| 母 カシュウミドリ 1967 鹿毛                                                                      | 母の父トサミドリ 1946 鹿毛                                                                       | *フリッパンシー Flippancy                                                                        | Slip                |                  |
| 母 カシュウミドリ 1967 鹿毛                                                                      | 母の母* Dhysta デイスタ 1958 鹿毛                                                                | Auriban                                                                                          | Pharis              | Pharis           |
| 母 カシュウミドリ 1967 鹿毛                                                                      | 母の母* Dhysta デイスタ 1958 鹿毛                                                                | Auriban                                                                                          | Arriba              |                  |
| 母 カシュウミドリ 1967 鹿毛                                                                      | 母の母* Dhysta デイスタ 1958 鹿毛                                                                | Druda                                                                                            | Djebel              | Djebel           |
| 母 カシュウミドリ 1967 鹿毛                                                                      | 母の母* Dhysta デイスタ 1958 鹿毛                                                                | Druda                                                                                            | Cinderella F-No.4-n |                  |